# Spinachia spinachia

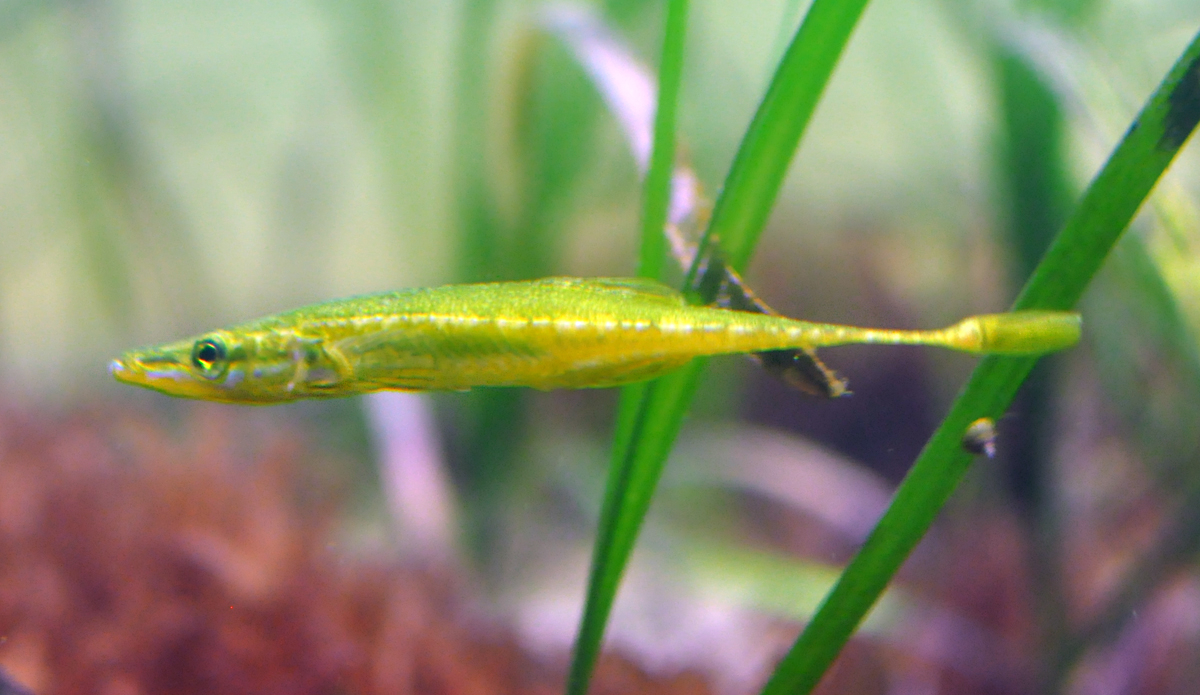
Spinachia spinachia

La espinacia (Spinachia spinachia) es una especie de pez gasterosteiforme de la familia Gasterosteidae, la única del género Spinachia. Se encuentra en el océano Atlántico nororiental, el mar del Norte y el mar Báltico.

## Biología
Los adultos viven solitarios o en parejas en áreas costeras de poca profundidad. Se alimentan de pequeños invertebrados. Los machos construyen un nido de algas y escombros, utilizando el riñón excreta una especie de pegamento para esto. La temporada de desove es de mayo a junio, momento en que las hembras depositan 150 a 200 huevos en el nido y mueren a menudo poco después. Después, los machos cuidan y defienden el nido. Los descendientes alcanzan la madurez en un año.